# K-9: P.I.
K-9: P.I. (K-9: D.P. - Um Policial Bom Pra Cachorro, no Brasil) é um filme de comédia lançado em 2002. Foi dirigido por Richard J. Lewis e estrelado por James Belushi, no papel de Detetive Michael Dooley. O filme foi o terceiro da série K-9: o primeiro foi lançado em 1989, sob o título K-9; o segundo foi lançado em  1999, sob o título K-911.

## Sinopse
O detetive Dooley se aposentou da polícia junto com seu fiel cachorro, Jerry Lee. Mas é obrigado a virar detetive particular para descobrir a origem de chips de computadores.

## Elenco
- James Belushi	... 	Mike Dooley
- Gary Basaraba	... 	Pete Timmons
- Kim Huffman	... 	Laura Fields
- Jody Racicot	... 	Maurice
- Christopher Shyer... 	Charles Thyer
- Barbara Tyson	... 	Catherine
- Blu Mankuma	... 	Capitão Thomas
- Duncan Fraser	... 	Frankie the Fence
- Jason Schombing	... 	Carlos Cuesta
- Kevin Durand	... 	Agente Verner
- Matthew Bennett	... 	Agente Henry
- Jay Brazeau	... 	Dr. Tilley
- Sarah Carter	... 	Babe
- Terry Chen	... 	Sato
- Dean Choe	... 	Thief
- Michael Eklund	... 	Billy Cochran
- G. Michael Gray	... 	Junkie
- Ellie Harvie	... 	Jackie Von Jarvis
- Dee Jay Jackson	... 	Auto Pool Guy
- David Lewis	... 	Jack Von Jarvis
- Angela Moore	... 	Angie
- Natassia Malthe	... 	Dirty Dancer (como Lina Teal)
- King		... 	Jerry Lee

## Dados do DVD
- Extras: Making-of legendado ("K-9: P.I. - Farejando a Verdadeira História/Sniffin'out the Real Story") e trailer
- Idioma: Inglês, português e espanhol
- Legendas: Inglês, português e espanhol
- Ano: 2002